# Heidi Viljanen
Heidi Viljanen, född 18 augusti 1980 i Kankaanpää, är en finländsk socialdemokratisk politiker. Hon är ledamot av Finlands riksdag sedan 2019. Till utbildningen är Viljanen magister i samhällsvetenskaper från Tammerfors universitet.
Viljanen blev invald i riksdagsvalet 2019 med 2 169 röster från Satakunta valkrets.